# Wilhelm Ernst Christian Huschke

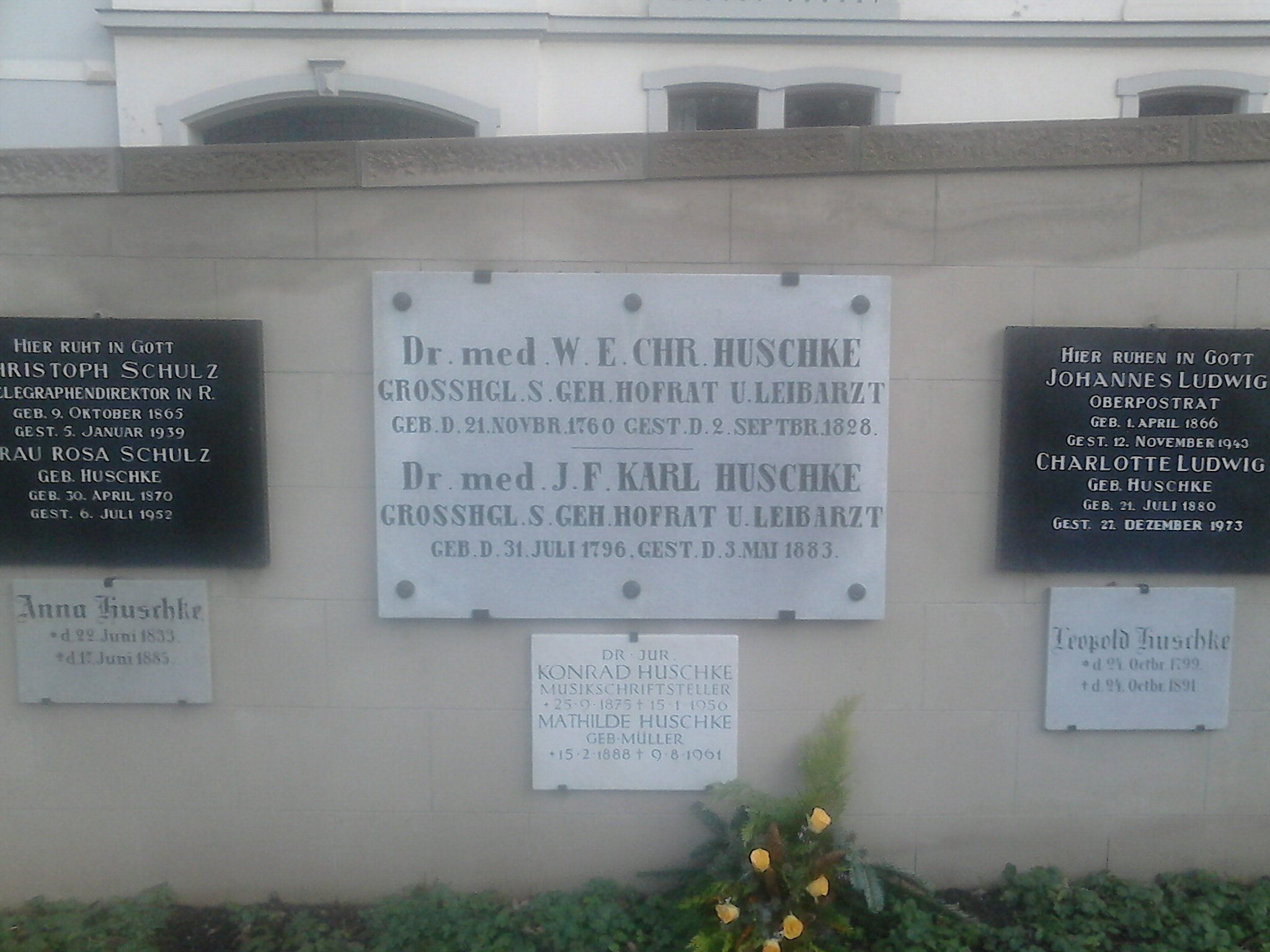
Wandgrabstelle für Wilhelm Ernst Christian Huschke auf dem Historischen Friedhof Weimar

Wilhelm Ernst Christian Huschke (* 21. November 1760 in Bürgel; † 2. September 1828 in Weimar) war ein in Weimar wirkender deutscher Hofmedikus.

## Leben
Wilhelm Ernst Christian Huschke war ein Sohn des Apothekers Johann Gottfried Huschke (1733–1800) in Bürgel und seiner Ehefrau Johanna Sophie geb. Mylius (1739–1808), Tochter eines Apothekenbesitzers. Huschke studierte in Jena Medizin und arbeitete einige Jahre als Arzt in Bürgel. Er promovierte 1788, besonders von Johann Christian Stark beeinflusst.
Huschke wurde ab 1788 von Anna Amalia privat als Leibarzt eingesetzt, obwohl er nicht offiziell am Hof beschäftigt war. Erst 1792 ernannte Carl August ihn zum Hofmedikus. 1804 wurde er Leib-Medikus und Hofrat; nach Starks Tod 1811 war er der einzige offizielle Leibarzt. 1816 wurde er Ritter des neugegründeten Hausordens sowie Geheimer Hofrat mit Stimmrecht in der neuen Obermedizinalbehörde.
Huschke verdankt die Nachwelt hinsichtlich des Todes des Dichters Friedrich Schiller 1805 zweierlei. Einmal war er es aller Wahrscheinlichkeit nach, der die Veranlassung dazu gab, die Totenmaske Schillers zu fertigen. Weiterhin haben wir von ihm und Gottfried von Herder den Obduktionsbericht Schillers. Huschke hatte Schiller kurz vor seinem Tode in Vertretung von Professor Stark selbst behandelt. Letztendlich hatte Huschke im klassischen Weimar so ziemlich die gesamte Prominenz einschließlich Johann Wolfgang von Goethe behandelt.
Huschke verehelichte sich am 28. September 1795 in Milda mit Christiane Sophie Antoinette Göring († 27. Oktober 1841, „alt 68 Jahr“). Fünf Kinder überlebten ihre Eltern, darunter die Mediziner Emil Huschke und Karl Huschke; der Letztere wurde ebenfalls Leibarzt in Weimar.
Huschke ist auf dem Historischen Friedhof Weimar begraben. Bei der Klassikstiftung Weimar gibt es ein Porträt Huschkes von einem unbekannten Künstler.